# 沃讷斯贝格
沃讷斯贝格（德語：Wörnersberg，發音：[ˈvœʁnɐsˌbɛʁk]）是德国巴登-符腾堡州卡尔斯鲁厄行政区弗罗伊登施塔特县的市镇，总面积3.48平方千米，2023年12月31日总人口为203人。